# 青 (柚子单曲)
《青》是日本二人组合柚子的第15张单曲。2003年2月5日由其所属公司Senha&Company发售。